# Kirchenkreis Gladbach-Neuss
Der Evangelische Kirchenkreis Gladbach-Neuss ist einer der 37 Kirchenkreise der Evangelischen Kirche im Rheinland. Zu seinem Gebiet gehören die Stadt Mönchengladbach, der größte Teil des Rhein-Kreises Neuss sowie kleine Teile der Kreise Viersen, Düren, Heinsberg sowie des Rhein-Erft-Kreises. In diesem Bereich leben verteilt auf 24 Kirchengemeinden rund 116.000 evangelische Christen.

## Geschichte
Das Gebiet des Kirchenkreises gehörte in der Frühen Neuzeit großenteils zu Kurköln oder zum Herzogtum Jülich. In Kurköln konnten sich keine evangelischen Gemeinden bilden; sie entstanden zumeist erst seit der Industrialisierung im 19. oder 20. Jahrhundert. Im Herzogtum Jülich jedoch konnten sich aufgrund der toleranten Haltung des 1539 bis 1592 regierenden Herzogs Wilhelm von Jülich-Kleve-Berg viele evangelische Gemeinden etablieren. In der zweiten Hälfte des 16. Jahrhunderts gingen die meisten unter dem Einfluss niederländischer Glaubensflüchtlinge zum reformierten Bekenntnis über.
Auf der Duisburger Generalsynode 1610 organisierten sich die reformierten Gemeinden. Im Herzogtum Jülich wurden 1611 drei Classes gebildet; zur dritten (nördlichsten) gehörten aus dem Bereich des heutigen Kirchenkreises die Gemeinden Gladbach, Brüggen, Waldniel, Wickrathberg, Odenkirchen, Rheydt, Wevelinghoven und Grevenbroich. Unter Herzog Wolfgang Wilhelm verstärkten sich ab 1613 die gegenreformatorischen Tendenzen. Nur ein Teil der evangelischen Gemeinden konnte sich als „Gemeinden unter dem Kreuz“ behaupten. Erst durch den Religionsvergleich von Cölln an der Spree 1672 wurden die Protestanten dauerhaft anerkannt. Sie konnten im 17. und 18. Jahrhundert aber nur Hofkirchen ohne Turm unterhalten. Nur in Rheydt und Wickrathberg blieben die mittelalterlichen Kirchen evangelisch.
Mit dem Übergang des Herzogtums Jülich an Preußen 1815 wurden die protestantischen Gemeinden Teil der evangelischen Kirche in Preußen. Die reformierten und lutherischen Gemeinden des Herzogtums Jülich und der umliegenden Gebiete wurden 1817 zu fünf Kirchenkreisen (nach damaligem Sprachgebrauch auch Synoden, selten Diözesen) zusammengefasst. Zur Synode Gladbach, der nördlichsten, gehörten (nach einem Gebietstausch mit dem Kirchenkreis Moers) Gladbach, Jüchen, Kaldenkirchen-Bracht, Kelzenberg, Krefeld, Odenkirchen, Otzenrath, Rheydt, Süchteln, Viersen, Waldniel-Brüggen, Wevelinghoven und Wickrath, später auch Neuss. Das Gebiet entsprach den damaligen preußischen Landkreisen Gladbach, Grevenbroich, Kempen, Krefeld und Neuss. 1946 wechselte die Kirchengemeinde Kirchherten aus dem Kirchenkreis Köln zum Kirchenkreis Gladbach, der seit 1945 zur selbständigen Evangelischen Kirche im Rheinland gehörte. Zum 1. April 1959 wurde aus dem Kirchenkreis der nördliche Teil als Kirchenkreis Krefeld (inzwischen Kirchenkreis Krefeld-Viersen) ausgegliedert.
Im Jahr 2000 wurde der Kirchenkreis in Evangelischer Kirchenkreis Gladbach-Neuss umbenannt.

## Organisation
Das oberste Entscheidungsgremium des Kirchenkreises ist die Kreissynode, die in der Regel zweimal jährlich tagt. Die Kreissynode beauftragt den Kreissynodalvorstand zur Leitung des Kirchenkreises. An dessen Spitze wird von der Kreissynode die Superintendentin / der Superintendent gewählt. Diese Funktion nimmt seit dem Jahr 2014 Pfarrer Dietrich Denker wahr.
Der Kirchenkreis unterstützt die Gemeinden bei ihren Aufgaben, gemeinsame Aktivitäten und kirchenpolitische Initiativen zu organisieren, das Miteinander zu stärken und die Verkündigung des Evangeliums fördern. Um dies zu tun, hat der Kirchenkreis ein umfangreiches Angebot professioneller Dienste, z. B. ein Jugendreferat, die von den Menschen der Region – unabhängig von ihrer Konfession oder Religionszugehörigkeit – in Anspruch genommen werden können.

## Kirchen und Gemeinden
Der Kirchenkreis umfasst (Stand 2023) folgende Kirchengemeinden
- Brüggen-Elmpt mit Gemeindehäusern in Brüggen und Elmpt
- Dormagen mit Christuskirche Dormagen mit Gemeindezentrum Arche, Friedenskirche Zons, Lukaskirche Stürzelberg, Matthäuskirche Delhoven
- Grevenbroich mit Christuskirche Grevenbroich, Johanneskirche Neurath, Lukaskirche Orken
- Jüchen (seit 2023 fusioniert aus Jüchen und Otzenrath-Hochneukirch) mit Hofkirche Jüchen, Gemeindehaus Bedburdyck, Ev. Kirche Hochneukirch, Ev. Kirche Otzenrath
- Kaarst mit Auferstehungskirche Kaarst, Lukaskirche Holzbüttgen, Johanneskirche Büttgen
- Kelzenberg
- Kirchherten, Hauskirche
- Korschenbroich mit Evangelische Kirche (Korschenbroich), Martin-Luther-Haus Kleinenbroich und Friedenskirche Glehn
- Ev. Kirche in Mönchengladbach mit
  - Christuskirche Mönchengladbach
  - Friedenskirche Mönchengladbach-Eicken
  - Martin-Luther-Kirche Rheindahlen
  - Großheide
  - Odenkirchen
  - Rheydt mit Evangelische Hauptkirche Rheydt
  - Wickrathberg mit Wickrathberger Kirche und einem weiteren Gemeindezentrum in Wickrath
- Ev. Gemeindeverband Neuss mit
  - Christuskirche mit Martin-Luther-Haus, Dietrich-Bonhoeffer-Kirche und Markuskirche Grefrath
  - Reformationskirche (Frankenstraße) mit Versöhnungskirche (Furtherhofstraße)
  - Neuss–Süd mit Erlöserkirche Reuschenberg, Kreuzkirche Gnadental, Auferstehungskirche Weckhoven und Friedenskirche Üdesheim
  - Am Norfbach mit Friedenskirche Norf und Trinitatiskirche Rosellerheide
- Nievenheim, Kreuzkirche
- Rommerskirchen mit Kreuzkirche Frixheim, Samariterkirche Eckum
- Waldniel mit Kirchen in Waldniel und Amern
- Wevelinghoven mit Kirche in Wevelinghoven, Haus Bethlehem in Neukirchen und Johanniskirche in Kapellen